# Tiago Tomás
Tiago Barreiros de Melo Tomás (* 16. Juni 2002 in Cascais) ist ein portugiesischer Fußballspieler. Der Stürmer steht beim VfB Stuttgart unter Vertrag. Er war portugiesischer U21-Nationalspieler.

## Karriere

### Verein
Der in Lissabon geborene Tiago Tomás kam im Jahr 2014 in die Jugendakademie von Sporting Lissabon, nachdem er zuvor in den Nachwuchsmannschaften kleinerer Vereine gespielt hatte. Am 25. Juni 2020 unterzeichnete der Offensivspieler einen Fünfjahresvertrag bei den Leões, der mit einer Ausstiegsklausel in Höhe von 60 Millionen Euro ausgestattet wurde. Am 1. Juli 2020 (29. Spieltag) debütierte er beim 2:1-Heimsieg gegen den Gil Vicente FC in der höchsten portugiesischen Spielklasse, als er in der 81. Spielminute für Matheus Nunes eingewechselt wurde. In der verbleibenden Saison 2019/20 bestritt er vier weitere Ligaspiele.
Sein erstes Profitor gelang ihm am 24. September 2020 beim 1:0-Heimsieg gegen den FC Aberdeen in der Qualifikation zur UEFA Europa League. Seinen ersten Ligatreffer erzielte er am 28. Oktober 2020 (Nachholspiel des 1. Spieltags) beim 3:1-Heimsieg gegen den Gil Vicente FC.
Ende Januar 2022 wurde er bis zum Ende der Saison 2022/23 an den VfB Stuttgart ausgeliehen. Im Sommer 2023 wurde er vom VfL Wolfsburg fest verpflichtet und erhielt einen Vertrag bis 2028. Am 2. September 2023 erzielte Tiago Tomás beim 3:1-Sieg gegen die TSG 1899 Hoffenheim sein erstes Bundesligator für Wolfsburg.
Mitte August 2025 kehrte Tiago Tomás zum VfB Stuttgart zurück.

### Nationalmannschaft
Mit der portugiesischen U17-Nationalmannschaft nahm Tiago Tomás an der U17-Europameisterschaft 2019 in Irland teil, wo er in drei Gruppenspielen eingesetzt wurde. Im Anschluss bestritt er auch Länderspiele für die U18 und für die U19.
Ab Mai 2021 war er für die U21 im Einsatz. Mit ihr nahm er an den U21-Europameisterschaften 2021 sowie 2025 teil. 2021 kam er dabei in vier von sechs Turnierspielen zum Einsatz und wurde nach einer 1:0-Niederlage im Finale gegen Deutschland Vize-Europameister. Beim Turnier 2025 bestritt er drei von vier Spielen, ehe die Mannschaft im Viertelfinale gegen die Niederlande ausschied.

## Titel
- Portugiesischer Meister: 2021 (Sporting Lissabon)
- Portugiesischer Supercupsieger: 2021 (Sporting Lissabon)
- Portugiesischer Ligapokalsieger (2): 2021, 2022 (beide Sporting Lissabon)